# Freiparlamentarische Allianz
Die Freiparlamentarische Allianz (Kurzbezeichnung: FPA) war eine deutsche Kleinpartei. Sie wurde 2018 gegründet und trat 2021 zur Landtagswahl in Mecklenburg-Vorpommern an. Im Jahr 2024 ging die Partei in der Partei des Fortschritts auf.

## Inhalte
Die Partei setzte sich insbesondere für die Belange junger Menschen ein. Hierbei wird unter anderem die Einführung von Kinder- und Jugendparlamenten gefordert. Kritisiert wurde zudem Lobbyismus.
Die FPA war Mitglied des Forum Demokratische Vielfalt, einem Verband mehrerer Kleinstparteien.

## Geschichte
Die Freiparlamentarische Allianz wurde am 16. Juni 2018 von ehemaligen Gymnasiasten aus Schwedt gegründet. Der Landeswahlausschuss Mecklenburg-Vorpommern erkannte die FPA am 24. Juni 2021 als Partei an. Für den Wahlkampf gewann die Partei eine Förderung von 50.000 Euro durch das Projekt JoinPolitics.
Bei der Landtagswahl in Mecklenburg-Vorpommern 2021 entfielen auf die Partei 436 Zweitstimmen (= 0,0 %). Zudem war sie in sechs Wahlkreisen mit Direktkandidaten angetreten, die zwischen 0,2 % (Wismar) und 0,7 % (Ludwigslust-Parchim III) der Stimmen in ihrem Wahlkreis erhielten.
Im Oktober 2022 vereinbarte die FPA eine Kooperation mit der in Sachsen-Anhalt tätigen Partei Freie Bürger Mitteldeutschland. Geplant war eine gemeinsame Kandidatur für die Europawahl 2024, die jedoch nicht umgesetzt wurde.
Im Jahr 2024 ging die FPA zur bereits bestehenden Partei des Fortschritts über.

## Organisation
Der Bundesvorstand bestand aus dem Vorsitzenden, dem Stellvertreter, dem Generalsekretär, der Parteistrategin und zwei Beisitzern. Unterstützt wird der Vorstand durch ein Marketingteam, ein Talentkomitee und den Juristischen Rat. Die Partei hat Landesverbände in Berlin, Brandenburg und Mecklenburg-Vorpommern.

### Landesverbände
|  | Landesverband          | Vorsitzende/r                      | Ergebnis der letzten Landtagswahl |
|  | ---------------------- | ---------------------------------- | --------------------------------- |
|  | Berlin                 | Jonna van den Berg Felix Danielsen | n. a. (2023)                      |
|  | Brandenburg            | Sebastian Scheidereiter            | n. a. (2019)                      |
|  | Mecklenburg-Vorpommern | Odin Knade                         | 0,05 % (2021)                     |